# 蘇利亞努瓦特卡

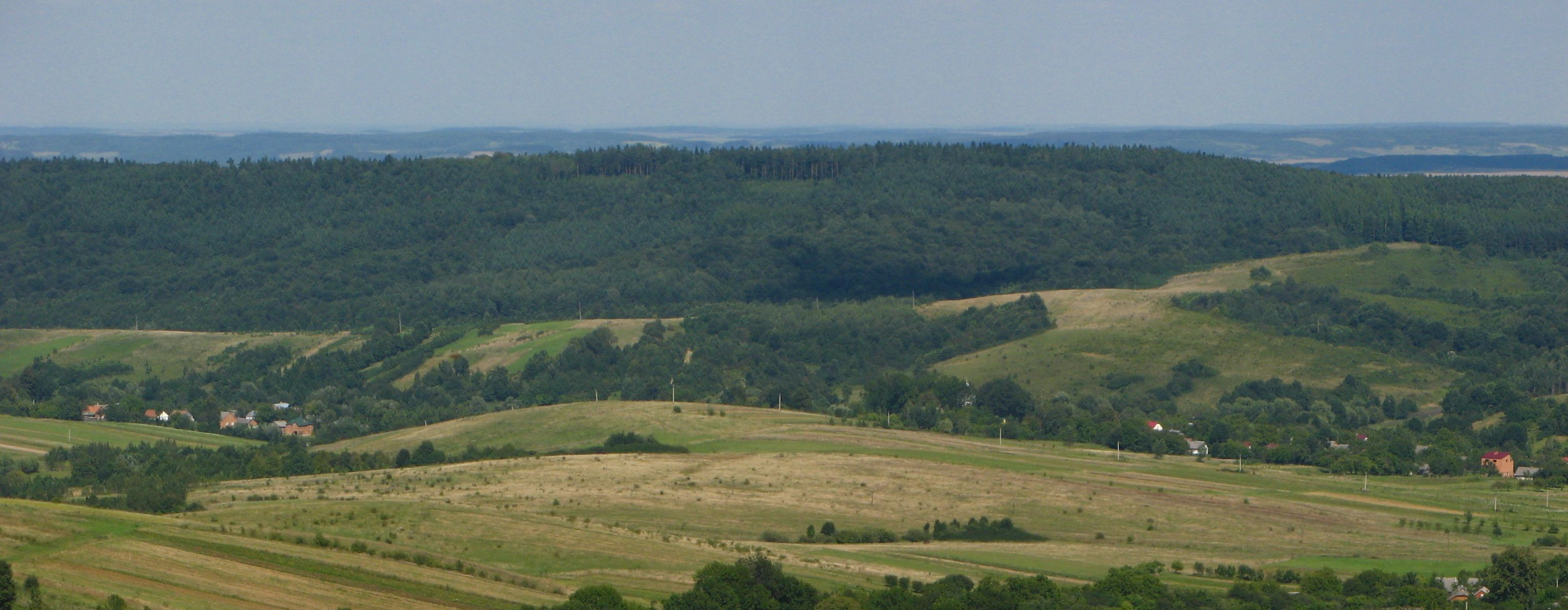

49°35′32″N 22°47′4″E / 49.59222°N 22.78444°E
索利亞努瓦特卡（烏克蘭語：Солянува́тка），是烏克蘭西部的村莊，隸屬利維夫州的桑比爾區。該村處於比比斯卡河畔，始建於1380年，面積1.48平方公里，海拔高度278米，2001年人口552。